# Живкович-Коса
45°22′ пн. ш. 15°40′ сх. д. / 45.36° пн. ш. 15.67° сх. д.
Живкович-Коса (хорв. Živković Kosa) — населений пункт у Хорватії, у Карловацькій жупанії у складі громади Войнич.

## Населення
Населення за даними перепису 2011 року становило 119 осіб.
Динаміка чисельності населення поселення: